# Projekt Longshot

Hvězda Alfa Centauri

Projekt Longshot je koncept mezihvězdné sondy, která by měla letět k Alfa Centauri pomocí nukleárního pulsního pohonu. Longshot byl vyvinut Americkou námořní akademií a NASA v letech 1987 – 1988 a měl být postaven na kosmické stanici Alpha, předchůdci současné Mezinárodní vesmírné stanice. Na rozdíl od projektu Daedalus měl být Longshot vytvořen za pomoci stávajících technologií, ačkoli některý vývoj by byl asi potřeba.
Na rozdíl od Daedalusova fůzního motoru s otevřeným cyklem by Longshot použil jaderný reaktor s dlouhou životností i pro napájení. Zpočátku by vytvářelo výkon 300 kilowattů pro několik laserů v motoru, které by byly použity k zapálení jaderného výbuchu. Hlavním rozdílem je, že konstrukce Daedaluse by se opírala o fúzní reakce a také, že Longshot by měl i vnitřní reaktor.
Reaktor by měl být také použit pro napájení laseru pro komunikaci zpět na Zemi, s maximálním výkonem 250 kilowattů. Pro většinu cesty by to mohl být mnohem nižší výkon pro odeslání mezihvězdných zpráv, ale během příletu by se část s hlavním motorem zlikvidovala a celý výkon by byl věnován komunikaci asi 1 kilobit za sekundu.
Longshot by měl mít na začátku mise hmotnost 396 tun, včetně 264 tun palivových pelet helia3 a deuteria. Aktivní náklad mise, který by obsahoval štěpný reaktor, ale ne hlavní hnací části, by měl mít hmotnost kolem 30 tun. Na konci by Longshot šel na oběžnou dráhu kolem cílové hvězdy.
Cesta k oběžné dráze Alfa Centauri B by trvala asi 100 let při průměrné rychlosti 13 411 km/s (4,5 % rychlosti světla), dalších 4,37 roku by trvalo, než by vysílaná data dosáhla Země.